# John Cameron
John Cameron, född 28 mars 1886, död 17 november 1953, var en friidrottare från Kanada. Han deltog vid olympiska sommarspelen 1920.